# Asbach, Neuwied
Asbach är en kommun och ort i Landkreis Neuwied i förbundslandet Rheinland-Pfalz i Tyskland.
Kommunen ingår i kommunalförbundet Verbandsgemeinde Asbach tillsammans med ytterligare tre kommuner.